# リーガ5
リーガ5（リーガV）は、ルーマニアの最上位サッカーリーグであるリーガ1の4つ下のディビジョン（5部リーグ）である。以前はディヴィジアEと呼ばれていた。ルーマニアの地方行政区分による41の県と首都ブカレストのサッカー協会によって主催される県リーグのセカンドディビジョンである。

## リーグ構成
| - リーガ5 (アラド県) - リーガ5 (アルジェシュ県) - リーガ5 (アルバ県) - リーガ5 (イルフォヴ県) - リーガ5 (ヴァスルイ県) - リーガ5 (ヴランチャ県) - リーガ5 (ヴルチャ県) - リーガ5 (オルト県) - リーガ5 (カラシュ＝セヴェリン県) - リーガ5 (ガラツィ県) - リーガ5 (カララシ県) - リーガ5 (クルジュ県) - リーガ5 (コヴァスナ県) - リーガ5 (ゴルジュ県) | - リーガ5 (コンスタンツァ県) - リーガ5 (サトゥ・マーレ県) - リーガ5 (サラージュ県) - リーガ5 (シビウ県) - リーガ5 (ジュルジュ県) - リーガ5 (スチャヴァ県) - リーガ5 (ティミシュ県) - リーガ5 (テレオルマン県) - リーガ5 (トゥルチャ県) - リーガ5 (ドゥンボヴィツァ県) - リーガ5 (ドルジュ県) - リーガ5 (ネアムツ県) - リーガ5 (バカウ県) - リーガ5 (ハルギタ県) | - リーガ5 (ビストリツァ＝ナサウド県) - リーガ5 (ビホル県) - リーガ5 (ブカレスト) - リーガ5 (ブザウ県) - リーガ5 (フネドアラ県) - リーガ5 (ブライラ県) - リーガ5 (ブラショフ県) - リーガ5 (プラホヴァ県) - リーガ5 (ボトシャニ県) - リーガ5 (マラムレシュ県) - リーガ5 (ムレシュ県) - リーガ5 (メヘディンチ県) - リーガ5 (ヤシ県) - リーガ5 (ヤロミツァ県) |  |